# Saint-Jeannet (Alpes de Alta Provenza)
 Saint-Jeannet  es una población y comuna francesa, situada en la región de Provenza-Alpes-Costa Azul, departamento de Alpes de Alta Provenza, en el distrito de Digne-les-Bains y cantón de Mézel.

## Demografía
| 53 | 42 | 52 | 43 | 47 | 38 |
| Para los censos de 1962 a 1999 la población legal corresponde a la población sin duplicidades (Fuente: INSEE [Consultar]) |    |    |    |    |    |